# RT-2UTTH Topol-M
El RT-2PM2 «Tópol-M» (en ruso: РТ-2ПМ2 «Тополь-М») es un misil balístico intercontinental de fabricación rusa. Según expertos es capaz de evadir el sistemas antimisiles de Estados Unidos debido a su fase de impulsión ultrarrápida, la pronta liberación de sus cabezas nucleares, la capacidad de sus ojivas para maniobrar en la fase terminal y otras técnicas especiales.
El Bulava (SS-NX-30) es la versión del Topol-M para submarinos estratégicos, puede ser lanzado desde los nuevos submarinos de Rusia.
El misil se halla montado sobre un vehículo MZKT-79921 que se construye en la planta de Tractocamiones de Minsk de Bielorrusia y Rusia. El peso del vehículo de transporte con el misil supera las 90 toneladas. El vehículo es de ocho ejes, con tracción mediante un sistema Diésel eléctrico de 800 CV. La velocidad máxima del vehículo es 75 km/h y la autonomía es de 500 km.
Según datos correspondientes a enero de 2015, estaban en servicio 78 misiles «Topol-M» emplazados en silos subterráneos, hangares con el techo removible y camiones de transporte, en diferentes lugares de Rusia. A partir de 2010, se pasó a su sucesor el RS-24 Yars.

## Historia

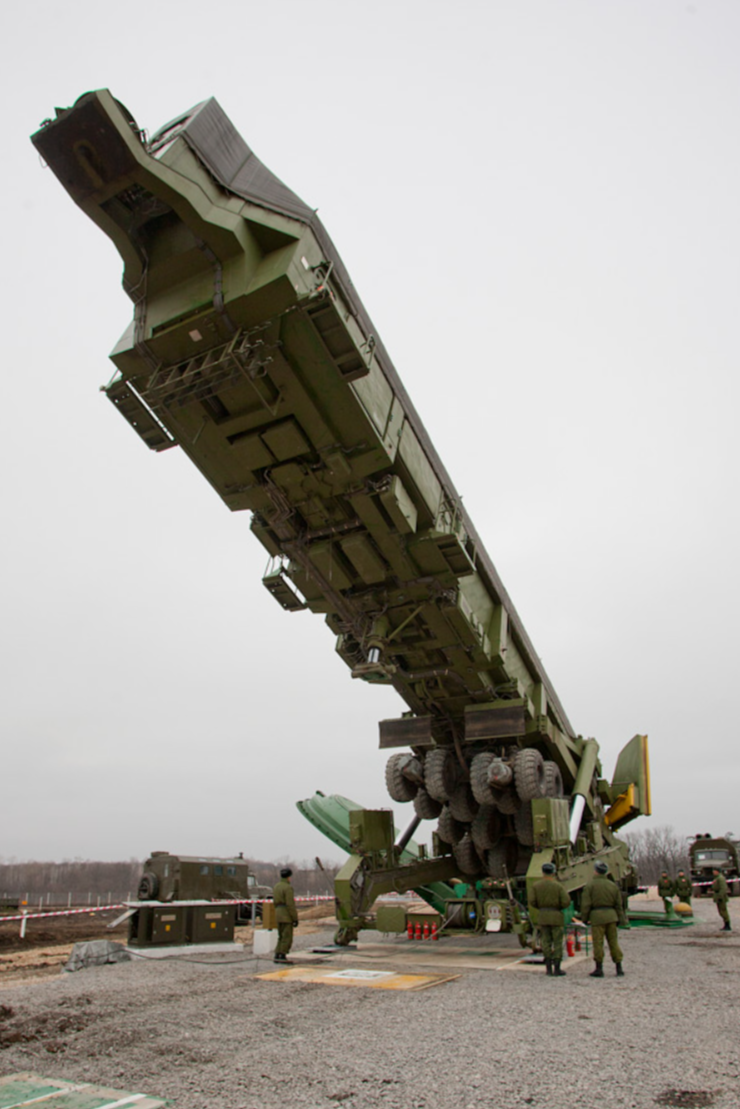
Carga de ICBM Topol-M en el silo

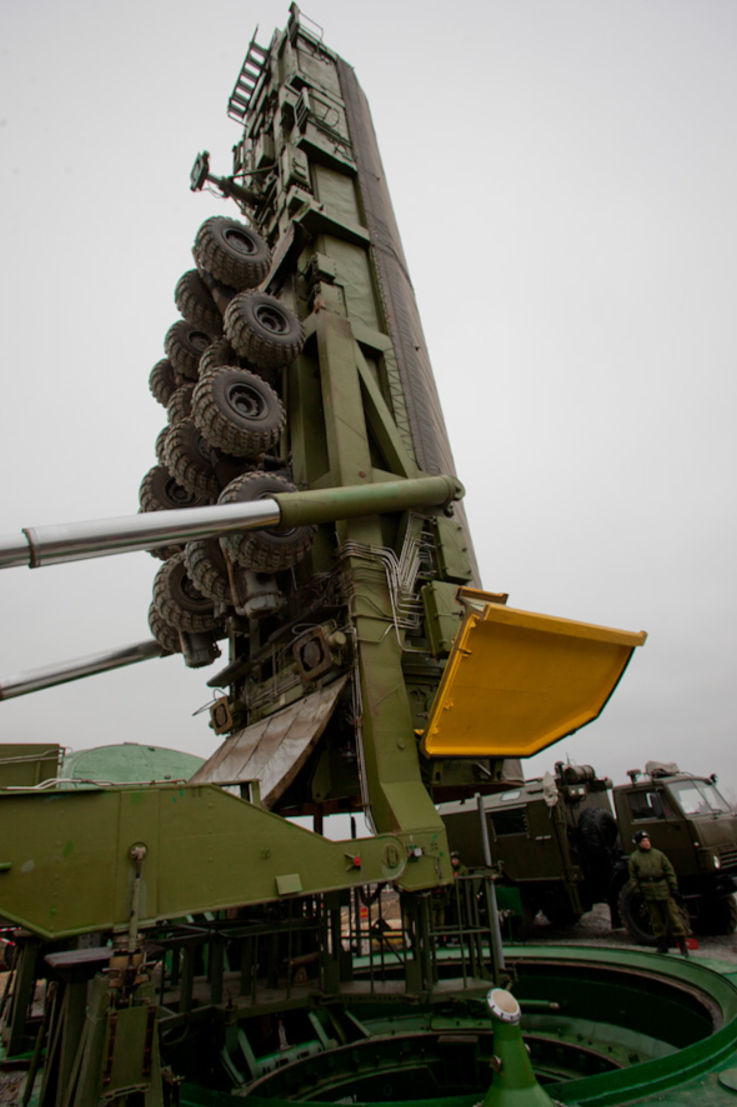
La etapa final de carga del cohete en el silo de lanzamiento

Durante la Guerra Fría, la Unión Soviética y Estados Unidos, desarrollaron misiles ICBM de combustible líquido, que podían transportar una ojiva militar al espacio, para atacar objetivos lejanos, estos misiles eran de alto costo de diseño, producción y desarrollo, con el paso de los años fueron obsoletos, y se construyó una nueva generación de misiles mejorados de combustible sólido, con alta tecnología para mejorar su seguridad, eficiencia y efectividad, mayor potencia, alcance, más livianos, ligeros y pequeños, bajar los costos de mantenimiento, almacenamiento y operación en las bases lanzadoras de misiles, recientemente Francia, China, India, Pakistán, Irán y Corea del Norte están desarrollando sus propios misiles ICBM basados en los primeros diseños de misiles ICBM de la Unión Soviética.
El primer regimiento móvil fue puesto en operación en 54.ª División de las Tropas Coheteriles Estratégicas (TCE) estacionada en la ciudad de Teikovo, el 27 de octubre de 2006.
Las agencias de noticias de Rusia, informaron el 28 de agosto de 2008, en plena crisis con Europa y Estados Unidos tras la guerra en Osetia del Sur, que Rusia había lanzado un misil Tópol-M de prueba desde su base de Plesetsk.

## Características y Desarrollo

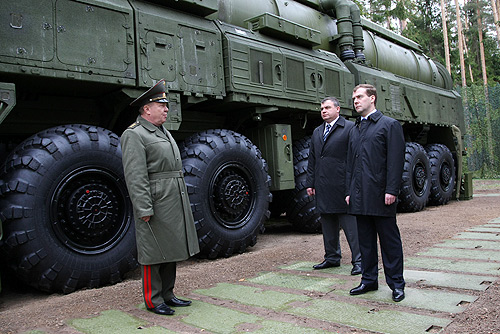
TEIKOVO, REGIÓN DE IVANOVO. En la 54 División de las Fuerzas de Misiles Estratégicos. Con Nikolai Solovtsov, comandante de las Fuerzas de Misiles Estratégicos, y el ministro de Defensa, Anatoli Serdiukov.

El Topol-M, diseñado por el Instituto Moscovita de Tecnología Térmica, tiene una longitud de 22,7 m y diámetro de 1,95 m. Su masa de lanzamiento es de 47 200 kg, su cabeza es de 1000 a 1200 kg de peso. Lleva una sola ojiva de combate nuclear con capacidad de 550 kilotones, pero puede ser modificado para llevar 6 ojivas nucleares, con un vehículo de transporte múltiple MIRV. Los nuevos misiles Topol M ya desplegados en Rusia, serán modificados a partir de 2007 para llevar más ojivas. Tiene un rango estimado de 11 000 km, un CEP aproximado de 350+,con 3 etapas y control inercial autónomo de vuelo.
Su desarrollo data de la época de los años 80, en la Unión Soviética del siglo XX y su rediseño en 1992, fue desarrollado en el Instituto de Termodinámica de Moscú, su primera prueba de lanzamiento tuvo lugar el 20 de diciembre de 1994 en Rusia y se puso en operación para diciembre de 1997 en silos de lanzamiento subterráneos modificados del anterior modelo de misil ICBM SS-19, el primer silo fue declarado operativo para 1998, más otros 3 silos en 1999, 2000 y 2003.
El nuevo misisl ICBM Topol-M puede ser desplegado en silos reforzados o en lanzadores móviles, que se pueden mover en terrenos de difícil acceso y lanzarlos desde cualquier punto de Rusia. El ministro de Defensa Serguéi Ivánov declaró que para 2015 las Fuerzas de Misiles Estratégicos tendrán 69 misiles Topol; hasta ahora solo se han desplegado 40.
En una ocasión Ivanov afirmó que la fabricación de estos misiles no será en detrimento de programas sociales.
Yuri Solomonov, director general del MITT, ha confirmado que el nuevo RS-24 es el desarrollo mejorado y con cabezas MIRV múltiples del Tópol-M. Las ojivas múltiples independientemente maniobrables son otra de las técnicas empleadas para reducir la eficacia de los antimisiles, al multiplicar el número de atacantes simultáneos y complicar las soluciones de intercepción, ya de por sí muy críticas.

## Operadores
Rusia: 78 misiles desplegados antes de pasar a su sucesor el RS-24 Yars.